# Tossal Gran (Tivissa)
El Tossal Gran és una muntanya de 850 metres que es troba al municipi de Tivissa, a la comarca catalana de la Ribera d'Ebre.